# Алберезе
Алберезе (итал. Alberese) је насеље у Италији у округу Гросето, региону Тоскана.
Према процени из 2011. у насељу је живело 368 становника. Насеље се налази на надморској висини од 26 м.